# Saint-André-en-Morvan
Saint-André-en-Morvan és un municipi francès, situat al departament del Nièvre i a la regió de Borgonya - Franc Comtat. L'any 2007 tenia 297 habitants.

## Demografia

### Població
El 2007 la població de fet de Saint-André-en-Morvan era de 297 persones. Hi havia 129 famílies, de les quals 32 eren unipersonals (28 homes vivint sols i 4 dones vivint soles), 69 parelles sense fills i 28 parelles amb fills.
La població ha evolucionat segons el següent gràfic:
Habitants censats

### Habitatges
El 2007 hi havia 269 habitatges, 130 eren l'habitatge principal de la família, 128 eren segones residències i 11 estaven desocupats. Tots els 263 habitatges eren cases. Dels 130 habitatges principals, 114 estaven ocupats pels seus propietaris, 6 estaven llogats i ocupats pels llogaters i 10 estaven cedits a títol gratuït; 9 tenien dues cambres, 21 en tenien tres, 37 en tenien quatre i 63 en tenien cinc o més. 87 habitatges disposaven pel capbaix d'una plaça de pàrquing. A 71 habitatges hi havia un automòbil i a 55 n'hi havia dos o més.

### Piràmide de població
La piràmide de població per edats i sexe el 2009 era:
| Homes | Edats   | Dones |
| ----- | ------- | ----- |
| 0     | 95 o +  | 0     |
| 4     | 90 a 94 | 8     |
| 0     | 85 a 89 | 4     |
| 0     | 80 a 84 | 0     |
| 8     | 75 a 79 | 8     |
| 4     | 70 a 74 | 8     |
| 16    | 65 a 69 | 28    |
| 16    | 60 a 64 | 4     |
| 12    | 55 a 59 | 16    |
| 0     | 50 a 54 | 0     |
| 8     | 45 a 49 | 0     |
| 32    | 40 a 44 | 8     |
| 12    | 35 a 39 | 4     |
| 8     | 30 a 34 | 4     |
| 16    | 25 a 29 | 12    |
| 12    | 20 a 24 | 4     |
| 4     | 15 a 19 | 16    |
| 20    | 10 a 14 | 8     |
| 8     | 5 a 9   | 0     |
| 12    | 0 a 4   | 0     |

## Economia
El 2007 la població en edat de treballar era de 165 persones, 127 eren actives i 38 eren inactives. De les 127 persones actives 112 estaven ocupades (64 homes i 48 dones) i 15 estaven aturades (8 homes i 7 dones). De les 38 persones inactives 13 estaven jubilades, 9 estaven estudiant i 16 estaven classificades com a «altres inactius».

### Ingressos
El 2009 a Saint-André-en-Morvan hi havia 130 unitats fiscals que integraven 293 persones, la mediana anual d'ingressos fiscals per persona era de 16.551 €.

### Activitats econòmiques
Dels 13 establiments que hi havia el 2007, 1 era d'una empresa de fabricació d'altres productes industrials, 2 d'empreses de construcció, 1 d'una empresa d'hostatgeria i restauració, 1 d'una empresa d'informació i comunicació, 1 d'una empresa immobiliària, 5 d'empreses de serveis i 2 d'entitats de l'administració pública.
Dels 4 establiments de servei als particulars que hi havia el 2009, 1 era un taller de reparació d'automòbils i de material agrícola, 1 guixaire pintor, 1 lampisteria i 1 agència immobiliària.
L'any 2000 a Saint-André-en-Morvan hi havia 28 explotacions agrícoles que ocupaven un total de 1.392 hectàrees.

## Equipaments sanitaris i escolars
El 2009 hi havia una escola elemental.

## Poblacions properes
El següent diagrama mostra les poblacions més properes.